# Beccariophoenix
Beccariophoenix, biljni rod iz porodice palmovki smješten u podtribus Attaleinae, dio tribusa Cocoseae, potporodica Arecoideae. 
U rod su uključene tri vrste sa Madagaskara, vernakularno nazivane manarano. Listovi se koriste za izradu šešira. Vrste su ugrožene zbog destruktivne eksploatacije.
Opisana je u Annales de la Faculte des Sciences de Marseille 23(2): 34. 1915.

## Vrste
1. Beccariophoenix alfredii Rakotoarin., Ranariv. & J.Dransf.
2. Beccariophoenix fenestralis J.Dransf. & Rakotoarin.
3. Beccariophoenix madagascariensis Jum. & H.Perrier